# Hymenasplenium inthanonense
Hymenasplenium inthanonense är en svartbräkenväxtart som beskrevs av N. Murak. och J.Yokoy. Hymenasplenium inthanonense ingår i släktet Hymenasplenium och familjen Aspleniaceae. Inga underarter finns listade.